# Tiffany Hoversten
Tiffany Hoversten (24 ottobre 1979) è un'ex sciatrice alpina statunitense.

## Biografia
Specialista delle prove veloci originaria di Vail, in Nor-Am Cup la Hoversten esordì il 2 dicembre 1995 a Winter Park in slalom gigante (45ª) e conquistò tre podi: il primo, sua unica vittoria, il 16 febbraio 1996 a Crested Butte in discesa libera, l'ultimo il 7 dicembre 1997 a Lake Louise in supergigante (3ª). In Coppa del Mondo disputò una sola gara, il supergigante di Mammoth Mountain del 30 novembre 1998 (58ª); infortunatasi gravemente pochi giorni dopo, tornò alle gare soltanto all'inizio della stagione 2000-2001, ma un nuovo grave infortunio pose termine alla sua carriera: la sua ultima gara fu la discesa libera di South American Cup disputata a Portillo il 31 agosto, chiusa dalla Hoversten al 7º posto. Non prese parte a rassegne olimpiche o iridate.

## Palmarès

### Nor-Am Cup
- Miglior piazzamento in classifica generale: 9ª nel 1998
- 3 podi:
  - 1 vittoria
  - 1 secondo posto
  - 1 terzo posto

#### Nor-Am Cup - vittorie
| Data             | Località      | Paese       | Specialità |
| ---------------- | ------------- | ----------- | ---------- |
| 16 febbraio 1996 | Crested Butte | Stati Uniti | DH         |

Legenda:

DH = discesa libera